# Чемпионат мира по стрельбе 1897
1-й Чемпионат мира по стрельбе 1897 года прошёл в Лионе (Франция).

## Общий медальный зачёт
| Место | Страна     | Золото | Серебро | Бронза | Всего |
| ----- | ---------- | ------ | ------- | ------ | ----- |
| 1     | Швейцария  | 4      | 2       | 1      | 7     |
| 2     | Норвегия   | 1      | 2       | 1      | 4     |
| 3     | Италия     | 0      | 1       | 0      | 1     |
| 4     | Нидерланды | 0      | 0       | 2      | 2     |
| 5     | Франция    | 0      | 0       | 1      | 1     |
| Всего | Всего      | 5      | 5       | 5      | 15    |

## Медалисты
| Дисциплина                                    | Золото                                                                                   | Серебро                                                                                     | Бронза                                                                             |
| --------------------------------------------- | ---------------------------------------------------------------------------------------- | ------------------------------------------------------------------------------------------- | ---------------------------------------------------------------------------------- |
| Винтовка с трёх позиций, 300 метров           | Франк Жюльен                                                                             | Оле Эстмо                                                                                   | Карл Эреншпенгер                                                                   |
| Винтовка лёжа, 300 метров                     | Франк Жюльен                                                                             | Энрико Гислер                                                                               | Оле Эстмо                                                                          |
| Винтовка с колена, 300 метров                 | Франк Жюльен                                                                             | Альсиде Хирши                                                                               | Хенрик Силлем                                                                      |
| Винтовка стоя, 300 метров                     | Оле Эстмо                                                                                | Франк Жюльен                                                                                | Хенрик Силлем                                                                      |
| Винтовка с трёх позиций, 300 метров (команды) | Швейцария · Карл Эреншпенгер · Альсиде Хирши · Фридрих Люти · Франк Жюльен · Луи Ришарде | Норвегия · Олаф Фрюденлунд · Йенс Йенсен · Фердинанд Ларсен · Оле Эстмо · Хенрик Скофтестад | Франция · Огюст Кавадини · Максим Ларден · Морис Лекок · Леон Моро · Альфонс Виоль |